# Che canzone siamo
Che canzone siamo è un singolo del cantante italiano Aiello, pubblicato il 16 ottobre 2020.

## Tracce
1. Che canzone siamo – 3:04

## Video musicale
Il videoclip, diretto da Giulio Rosati, è stato pubblicato in concomitanza del lancio del singolo sul canale YouTube del cantante.

## Classifiche
| Classifica (2020) | Posizione massima |
| ----------------- | ----------------- |
| Italia            | 46                |